# Erycia vanessae
Erycia vanessae là một loài ruồi trong họ Tachinidae.